# Beaulon
 Beaulon  là một xã ở tỉnh Allier thuộc miền trung nước Pháp.